# Baronía de Adzaneta
La baronía de Adzaneta es un título nobiliario español creado el 8 de mayo de 1477 por el rey Juan II de Aragón que, previa facultad real, creó este vínculo con el cardenal Luis Juan Milá de Aragón, señor de Albaida, obispo de Segorbe y de Lérida, Legado en los reinos de Baviera y Bohemia.
Se creó junto con la baronía de Carrícola, para el mismo titular.
Su denominación hace referencia al municipio español de Adzaneta de Albaida (Atzeneta d'Albaida en valenciano) situado en la parte centro-sur de la comarca del Valle de Albaida, en la provincia de Valencia, Comunidad Valenciana, (España).

## Barones de Adzaneta
|                                 | Titular                        | Periodo                        |
| Creación por Juan II de Aragón  | Creación por Juan II de Aragón | Creación por Juan II de Aragón |
| ------------------------------- | ------------------------------ | ------------------------------ |
| I                               | Luis Juan Milá de Aragón       | 1477-1504                      |
| .                               | .                              |                                |
| Rehabilitación por Alfonso XIII |                                |                                |
| XIV                             | Tomás Tamarit y Moore          | 1916-1936                      |
| XV                              | Enrique Tamarit y Moore        | 1936-1941/53                   |
| XVI                             | Enrique Tamarit y Olagüe       | 1971-                          |
| XVII                            | Enrique Tamarit y Corbí        | 2009-actual titular            |

## Historia de los barones de Adzaneta
- Luis Juan Milá de Aragón (1430-1504), I barón de Adzaneta, I barón de Carrícola, señor de Albaida.

Rehabilitado en 1916 por:
- Tomás Tamarit y Moore (f. en 1936), XIV barón de Adzaneta.

Le sucedió en 1941/53 su hermano:
- Enrique Tamarit y Moore (n. en 1883), XV barón de Adzaneta, XIV barón de Carrícola.

1. Casó con María Teresa Enríquez de Navarra y Galiano.

Fue su hijo:
-José Antonio Tamarit y Enríquez de Navarra (n. en 1923), IX marqués de San José que casó con María Teresa de Olagüe y Revenga, que fueron padres de:
Sucedió en 1971:
- Enrique Tamarit y Olagüe (n. en 1953), XVI barón de Adzaneta, XV barón de Carrícola

1. Casó con María Teresa Corbí y Caro.

Le sucedió en 2009 su hijo:
- Pablo Tamarit y Corbí, XVII barón de Adzaneta, XVI barón de Carrícola.